# Загородников, Николай Иванович
Николай Иванович Загородников (1918—1991) — доктор юридических наук, профессор, заслуженный деятель науки РСФСР, заслуженный работник МВД СССР, генерал-майор внутренней службы.

## Биография
Родился в с. Ламки Тамбовской губернии. В 1936 г. по комсомольскому призыву был направлен в школу пилотов РККА, в 1939 г. поступает в Юридический институт Прокуратуры СССР, а в августе 1941 г. он был призван в армию и направлен для обучения в Военно-юридическую академию РККА.
После окончания проходил военную службу в должности военного следователя прокуратуры войск НКВД Туркменской ССР, а затем — Московской городской военной прокуратуры. С января по май 1944 г. — в действующей армии на Волховском (позднее — Ленинградском) фронте в военной прокуратуре Новгородской краснознаменной стрелковой дивизии.
В 1944 г. поступил в адъюнктуру Военно-юридической академии РККА. В 1948 г. успешно закончил адъюнктуру, защитив кандидатскую диссертацию на тему: «Определение меры наказания в связи с объектом преступного посягательства».
После окончания адъюнктуры был направлен для дальнейшего прохождения военной службы на кафедру уголовного права и процесса Военно-юридической академии.
В связи с упразднением в 1956 г. Военно-юридической академии он перешел на работу в Высшую школу МВД СССР на кафедру уголовного права и процесса. В Высшей школе МВД СССР Н. И. Загородников работал в должностях доцента кафедры уголовного права и процесса, заместителя начальника школы по учебной, а затем научной работе.
В 1962 г. защитил докторскую диссертацию на тему: «Преступления против жизни по советскому уголовному праву».
В 1963 г. Н. И. Загородникову было присвоено ученое звание профессор.
В 1967 г. генерал-майор внутренней службы Н. И. Загородников возглавил Высшую школу МВД СССР и занимал эту должность до 1974 г. После преобразования Высшей школы МВД СССР в Академию МВД занимал должность заместителя начальника Академии и одновременно начальника её специального факультета.
В 1973 г. за высокие достижения и заслуги в подготовке юридических кадров Николаю Ивановичу было присвоено почетное звание Заслуженный юрист РСФСР.
В 1975 г. он создает и возглавляет кафедру уголовного права Московской высшей школы милиции МВД СССР, где работал до последних дней жизни.
Сферу научных интересов Н. И. Загородникова составляли актуальные проблемы уголовно-правовой охраны личности, её прав и интересов. Автор и научный редактор учебников по советскому уголовному праву, нескольких крупных монографий, учебных пособий и статей. Широко известна монография Н. И. Загородникова «Преступления против жизни по советскому уголовному праву» (1961). Неоспорима его роль в разработке теоретических основ советской уголовной политики. Получила всеобщее признание его книга «Советская уголовная политика и деятельность органов внутренних дел» (1979).
Значителен вклад Н. И. Загородникова в разработку советского уголовного законодательства. В начале 1960-х гг. он принимал участие в подготовке Уголовного кодекса РСФСР, являлся членом рабочих комиссий по подготовке проектов Основ уголовного законодательства Союза ССР и союзных республик и УК РСФСР.
Широко известен среди советских криминалистов теоретический семинар по проблемам уголовной политики и уголовного права в Московской высшей школе милиции МВД СССР, организатором и бессменным руководителем которого являлся профессор Н. И. Загородников.
Им подготовлено свыше 20 кандидатов юридических наук.
С 1982 по 1992 гг. — член Научно-консультативного совета при Верховном Суде СССР.
До конца своих дней работал профессором кафедры уголовного права Московской высшей школы милиции МВД СССР.
Похоронен на Ваганьковском кладбище в Москве.

## Награды
За успехи, достигнутые в научной и педагогической деятельности, Н. И. Загородникову присвоено звание Заслуженного деятеля науки РСФСР, вручен нагрудный знак «За отличные успехи в работе в области высшего образования СССР», знак «Заслуженный работник МВД СССР». Кавалер орденов Отечественной войны I степени и Красной Звезды, медаль «За победу над Германией», медаль «За боевые заслуги», также награждён многими советскими медалями, орденами и медалями ряда зарубежных государств.

## Основные труды
- Определение меры наказания в связи с объектом преступного посягательства. Дис… канд. юрид. наук. — М.: ВЮА, 1948.
- Преступления против жизни по советскому уголовному праву. Дис… докт. юрид. наук. — М., 1963.
- Преступления против жизни по советскому уголовному праву. — М., 1961.
- Советское уголовное право. Особенная часть. — М., 1965 (соавт. и ред.).
- Преступления против здоровья. — М., 1969.
- Новое уголовное законодательство и его применение в деятельности органов внутренних дел : Учеб. пособие / Н. И. Загородников, Г. Г. Криволапов, О. В. Солопанов ; Под ред. Н. И. Загородникова. — М.: МВШМ МВД СССР. — 48 с.
- Советская уголовная политика и деятельность органов внутренних дел : Учеб. пособие / Н. И. Загородников. — М.: МВШМ 1979. — 99 с.
- Классификация преступлений и её значение для деятельности органов внутренних дел. — М., 1983. (в соавт.).
- Выдающийся русский ученый-юрист Н. С. Таганцев : Учеб. пособие / Н. И. Загородников ; МВД Рос. Федерации, Моск. высш. шк. милиции. — М.: МВШМ. 1992. — 112 с.
- Николай Степанович Таганцев: [Рус. ученый-юрист] / Н. И. Загородников ; Рос. АН, Ин-т государства и права. — М.: Наука. 1994. — 134 с.